# Volo Braniff 352
Il volo Braniff International Airways 352 era un volo nazionale dall'aeroporto William P. Hobby di Houston, Texas, al Dallas Love di Dallas; il 3 maggio 1968 il velivolo che operava il volo, un Lockheed L-188A Electra, codice di registrazione N9707C, si ruppe a mezz'aria e si schiantò vicino a Dawson, in Texas, dopo essere incappato in un forte temporale. Trasportava 5 membri dell'equipaggio e 80 passeggeri; non ci furono sopravvissuti. Tra le persone uccise c'era il rappresentante dello stato del Texas Joseph Lockridge, il primo uomo di colore a rappresentare la contea di Dallas nella legislatura del Texas. Le indagini rivelarono che l'incidente era stato causato dalla decisione del capitano di penetrare in un'area di maltempo seguita da un sovraccarico strutturale e dal cedimento della fusoliera durante il tentativo di recupero dalla perdita di controllo durante una ripida virata di 180 gradi eseguita nel tentativo di allontanarsi dal fortunale.

## Cronologia del volo
All'inizio della giornata, alle 12:40 ora locale, l'equipaggio del volo dell'incidente volò da Dallas a Houston attraverso la stessa area in cui avrebbe dovuto volare più tardi. In quel volo precedente, poche ore prima, non incontrarono condizioni meteorologiche significative lungo il percorso. Una volta arrivati a Houston, per l'equipaggio non c'era traccia di informazioni aggiornate sul meteo da parte del personale del Weather Bureau o della Federal Aviation Administration, o da qualsiasi spedizioniere o ufficio meteorologico della Braniff. Tuttavia ricevettero delle informazioni cartacee su tutti i bollettini meteorologici e le previsioni del tempo pertinenti sulla rotta dal terminal.
Alle 16:11, l'equipaggio partì dall'aeroporto William P. Hobby come volo Braniff 352, un Lockheed L-188A Electra turboelica in rotta verso l'aeroporto Dallas Love. Dopo circa 25 minuti di volo, durante il volo al livello di volo 200 (circa 20.000 piedi sopra il livello medio del mare), l'aereo si avvicinato a un'area di forte attività temporalesca. I piloti  chiesero di scendere a 15.000 piedi e di deviare verso ovest. Il controllo del traffico aereo (ATC) li informò che altri voli nell'area stavano deviando verso est e suggerì di imitarli, ma l'equipaggio dell'Electra insistette che sul loro radar meteorologico di bordo ad ovest sembrava andare bene: "Tre cinquanta due, va bene così. Sul nostro radar qui sembra che, uh, solo un pò più a ovest ci farebbe davvero bene."
L'ATC autorizzò così il volo di scendere a 14.000 piedi e deviare verso ovest come richiesto.
Alle 16:44 l'equipaggio richiese di scendere a 5.000 piedi, e il controllore concesse l'esecuzione della manovra. I piloti gli chiesero se ci fossero segnalazioni di grandine nell'area, a cui l'uomo rispose: "No, siete quelli che ci sono arrivati più vicino...non sono stato in grado di, nessuno, beh Non ho davvero cercato di convincere nessuno ad attraversarla, hanno deviato tutti verso est."
Alle 16:47 il volo si imbatté in un'area di maltempo, inclusa la grandine, e i piloti richiesero una virata a destra di 180 gradi, che l'ATC approvò immediatamente. Durante la virata a destra, in condizioni di forte turbolenza, l'angolo di inclinazione laterale aumentò di oltre 90° e il muso si abbassò a circa 40°. Quando l'equipaggio tentò di riprendersi dalla successiva virata in picchiata, l'aereo sperimentò delle forze superiori a 4 g che provocarono il cedimento dell'ala destra. L'aereo si frantumò ad un'altitudine di 6.750 piedi schiantandosi al suolo in fiamme verso le 16:48, uccidendo tutte le 85 persone a bordo.
I testimoni dissero che il quadrimotore Electra - una versione modificata del velivolo prodotto dalla Lockheed, afflitto da problemi che aveva subito in due incidenti nel 1959 e nel 1960 - era esploso prima di toccare il suolo e che i pezzi erano "a coda di pesce" mentre li vedevano attraverso la pioggia.. L'FBI, tuttavia, non sospettava qualcosa di strano. Cloyce Floyd, direttore delle poste della cittadina di Dawson, a circa un miglio dalla scena dell'incidente, disse che stava guidando sotto la pioggia quando vide un "lampo arancione". Continuò dicendo "Ho guardato a sinistra e ho potuto vedere questa palla di fuoco rossa che scendeva laggiù delle dimensioni del sole. Dal bagliore del fuoco ho potuto vedere la fusoliera che scendeva a coda di pesce. Poi ha colpito [il suolo] ed è esplosa."
Rex Owen, un vigile del fuoco di Mexia, era tra i quasi 100 soccorritori volontari che si recarono sul posto. "Il relitto era sparso dappertutto", secondo le sue stesse parole. I soccorsi intasarono per ore le strade fangose trasportando corpi e parti di corpi dalla scena inquietante illuminata da diversi riflettori.

## L'indagine
Il National Transportation Safety Board (NTSB) si occupò delle indagini. Il registratore dei dati di volo (FDR) e il registratore di suoni della cabina di pilotaggio (CVR) furono recuperati dal relitto con i loro dati per lo più intatti e l'audio della cabina di pilotaggio ricostruito e trascritto.
L'NTSB correlò le conversazioni della cabina di pilotaggio con la trascrizione delle comunicazioni del controllo del traffico notando che era stato il primo ufficiale, su richiesta del capitano, a chiedere all'ATC se avevano ricevuto segnalazioni di grandine nell'area, ricevendo la risposta dall'ATC che non ce n'erano perché altri velivoli avevano "tutti deviato verso est". A quel punto, secondo la trascrizione del CVR, il capitano consigliò al primo ufficiale: "No, non parlargli troppo. Sto ascoltando la sua conversazione su questo. Sta cercando di farci ammettere (che stiamo facendo) un grosso errore a passare da qui".
Poco dopo, il primo ufficiale dichiarò: "... mi sembra vada peggio laggiù". Così l'equipaggio richiese e ricevette l'autorizzazione dall'ATC per la virata di 180 gradi. La virata risultò estremamente ripida, con un angolo di oltre 90 gradi e un beccheggio del muso di 40 gradi. Mentre stavano cercando di riprendersi dalla virata, l'FDR ha indicato un'accelerazione di picco di 4,3 g, che l'NTSB ha concluso ha causato un sovraccarico strutturale e una rottura in volo.
Il 19 giugno 1969, l'NTSB pubblicò il suo rapporto finale, che includeva la seguente dichiarazione di probabile causa: "Causa probabile: lo stress della struttura dell'aeromobile oltre la sua resistenza massima durante un tentativo di recupero da un assetto insolito indotto dalla turbolenza associata a un temporale. La manovra condotta nella turbolenza è il risultato di una decisione di penetrare in un'area di noto maltempo."